# Garry Monk
Garry Alan (Garry) Monk (Bedford, 6 maart 1979) is een Engels voormalig voetballer en huidig voetbaltrainer.

## Spelerscarrière
Monk speelde bij Torquay United en verkaste in 1996 naar Southampton, wat hem achtereenvolgens verhuurde aan Torquay United, Stockport County, Oxford United, Sheffield Wednesday en Barnsley. Bij die laatste club stond hij in 2004 nog een poosje onder contract, voordat hij transfervrij naar Swansea City vertrok. In augustus 2006 werd hij tot aanvoerder benoemd na het vertrek van Roberto Martínez. Op 15 juli 2013 gaf hij de aanvoerdersband weer door aan Ashley Williams, nadat Monk zelf weinig had gespeeld vanwege blessureleed.

## Trainerscarrière
Op 4 februari 2014 werd Monk door Swansea City-voorzitter Huw Jenkins aangesteld als speler-manager voor de rest van het seizoen, na het ontslag van manager Michael Laudrup. Zijn eerste duel was tegen landgenoot Cardiff City. Deze wedstrijd werd met 3–0 gewonnen door doelpunten van Wayne Routledge, Nathan Dyer en Wilfried Bony. Aanvoerder Williams was van mening dat Monk definitief aan moest blijven als coach van Swansea. Hij begon het seizoen 2014/15 dan ook als hoofdcoach. Monk werd aan het einde van het seizoen genomineerd voor de eretitel Manager van het Jaar, maar moest die eer laten aan de Portugees José Mourinho, die Chelsea naar de landstitel leidde. De andere genomineerde managers waren Arsène Wenger (Arsenal), Ronald Koeman (Southampton) en Nigel Pearson (Leicester City). Monk werd ontslagen op 9 december 2015 nadat Swansea slechts één punt had behaald sinds 24 oktober, toen de club met 2–1 won van Aston Villa. In juni 2016 werd hij aangesteld als manager van Leeds United. Hij tekende een contract voor twee jaar. Op 25 mei 2017 stapte hij op als manager na een reeks teleurstellende resultaten. Op 9 juni werd Monk aangesteld als coach van Middlesbrough FC, maar hij haalde de kerst net niet. Op 23 december van dat jaar werd hij ontslagen. In maart 2018 vond hij in Birmingham City FC een nieuwe club. Monk wist de club in zijn eerste maanden voor degradatie te behoeden. Na een teleurstellende 17e plaats in het daaropvolgende seizoen werd Monk alsnog ontslagen. Op 6 september 2019 werd Monk aangesteld als hoofdcoach van Sheffield Wednesday FC. Ook bij deze club werd hij na teleurstellende resultaten ontslagen. De club stond bij zijn ontslag in november 2020 enerlaatste in de Championship.

## Erelijst
| League Cup             | 1x | 2012/13 |
| League One             | 1x | 2007/08 |
| Football League Trophy | 1x | 2005/06 |

2 Laird ·
3 Buchanan ·
4 Klarer ·
5 Sanderson ·
6 Bielik  ·
7 Hansson ·
9 May ·
10 Jutkiewicz ·
11 Wright ·
12 Leonard ·
13 Paik ·
14 Anderson ·
15 Chang ·
17 Dykes ·
18 Willumsson ·
19 Gardner-Hickman ·
20 Cochrane ·
21 Allsop ·
23 Sampsted ·
24 Iwata ·
25 B. Davies ·
26 Harris ·
27 Khela ·
28 Stansfield ·
33 Yokoyama ·
45 Peacock-Farrell ·
48 Mayo ·
Coach: C. Davies
· Assistent-coach: Petty
· Assistent-coach: Gardiner
· Assistent-coach: Huddlestone